# Barbarka (Toruń)

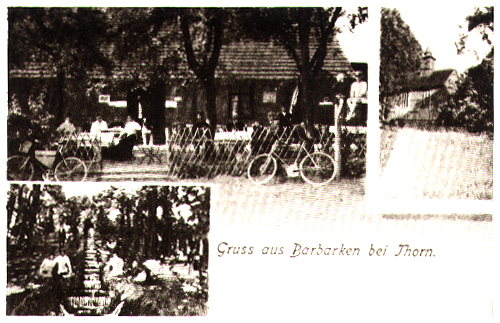
Barbarka z 1900 roku

Barbarka – część urzędowa Torunia znajdująca się w północnej części miasta.

## Historia
Barbarka po raz pierwszy pojawia się w źródłach w XIV wieku. W 1299 roku w miejscowości zbudowano pierwszy obiekt sakralny ku czci św. Barbary. Istniała ona jeszcze w XIV wieku. W 1340 roku jest wymieniony po raz pierwszy młyn wodny W następnym wieku biskup chełmiński Wincent Gosławski zlecił budowę nowej kaplicy. Barbarka znajdowała się na szlaku do Starogrodu, gdzie przechowywano relikwie świętej i rozwinął się kult św. Barbary. Pierwotnie kult św. Barbary miał miejsce w Chełmnie, z czasem przeniósł się do Starogrodu. Sama kaplica mieściła się przy trakcie wiodącym z Torunia do Chełmna.
Prawdopodobnie od początku XVI wieku (a z pewnością od 1517 roku) osada wraz z młynem należała do miasta Torunia. W 1623 roku wzniesiono nową kaplicę. Prawdopodobnie została ona uszkodzona przez wojska szwedzkie lutym 1623 roku. Około 1660 roku wzniesiono nową kaplicę. 20 listopada 1789 roku biskup chełmiński Karol von Hohenzolern zakazał odprawiania nabożeństw w kaplicy. Decyzja była podyktowana prawdopodobnie złym stanem budynku. W 1800 roku kaplicę rozebrano. W okresie nowożytnym w Barbarce powstał cmentarz. Sąsiadował on bezpośrednio z kaplicą.
W źródłach z XVIII i XIX wieku pojawiają się informacje o cudownym źródle. Nieznana jest ich lokalizacja, zdaniem historyka Waldemara Rozynkowskiego znajdowała się prawdopodobnie w okolicach kaplicy.
Przed 1820 rokiem wzniesiono nową kaplicę, w jej wyposażeniu znalazły się dzwony z kościoła św. Wawrzyńca w Toruniu. W 1829 roku stan techniczny kaplicy był oceniany jako zły, sześć lat później proboszcz parafii Najświętszej Maryi Panny prosił władze miasta o pomoc w renowacji kaplicy i cmentarza. W 1839 roku Heinrich Tilck otrzymał prawo do dzierżawienia dóbr młyńskich. Tilck zdecydował się na odbudowę podupadłej kaplicy i wskrzeszenia kultu św. Barbary w Toruniu. Po uzyskaniu od władz miasta 18 kwietnia 1842 roku pozwolenia na budowę rozpoczął budowę nowej kaplicy. Obiekt był gotowy jeszcze w tym samym roku.
2 marca 1850 roku Toruń utracił zwierzchność nad Barbarką. Miejscowość stanowiła własność prywatną znajdującą się w granicach gminy Mokre. Toruń odzyskał kontrolę nad Barbarką pod koniec XIX wieku. Barbarka została zalesiona. Na przełomie XIX i XX wieku stała się ona miejscem rekreacji i wypoczynku.
W czerwcu 1925 roku Polskie Koleje Państwowe w Gdańsku zgodziły się na zatrzymywanie pociągu na przystanku Barbarka w niedzielę i święta oraz uruchomiły pociąg motorowy na trasie Toruń Mokre-Pigża. W tym samym roku wybudowano grotę św. Barbary. 25 maja 1933 roku odsłonięto Pomnik Dzieci Polskie Matce Polski w Toruniu.
W 1939 roku w Barbarce doszło do masowych mordów ludności polskiej przez Niemców. Egzekucje miały miejsce od 28 października do prawdopodobnie 6 grudnia 1939 roku. W 1944 roku Niemcy wrócili do Barbarki w celu odkopania masowych mogił i spalenia zwłok. 24 września 1945 roku przeprowadzono oględziny miejsca zbrodni. Prace ekshumacyjne przeprowadzono 19 października 1946 roku. Łącznie zostało zamordowanych ok. 600 Polaków. Większość ofiar pozostała anonimowa.
28 października 2009 roku odsłonięto pomnik ku czci pomordowanych Polaków.

## Szkoła Leśna
Przy ulicy Przysieckiej 13 znajduje się budynek dawnej leśniczówki, będący obecnie siedzibą Szkoły Leśnej